# Dayton (Indiana)
Dayton est une ville des États-Unis située dans le comté de Tippecanoe, dans l’État de l'Indiana. Au recensement de 2010, sa population était de 1 420 habitants.

## Source de la traduction
- (en) Cet article est partiellement ou en totalité issu de l’article de Wikipédia en anglais intitulé « Dayton, Indiana » (voir la liste des auteurs).